# 彿氏合位節蜱
彿氏合位節蜱（学名：Cosella fleschneri）为節蜱科合位節蜱屬下的一个种。